# Микитичі (Дубенський район)

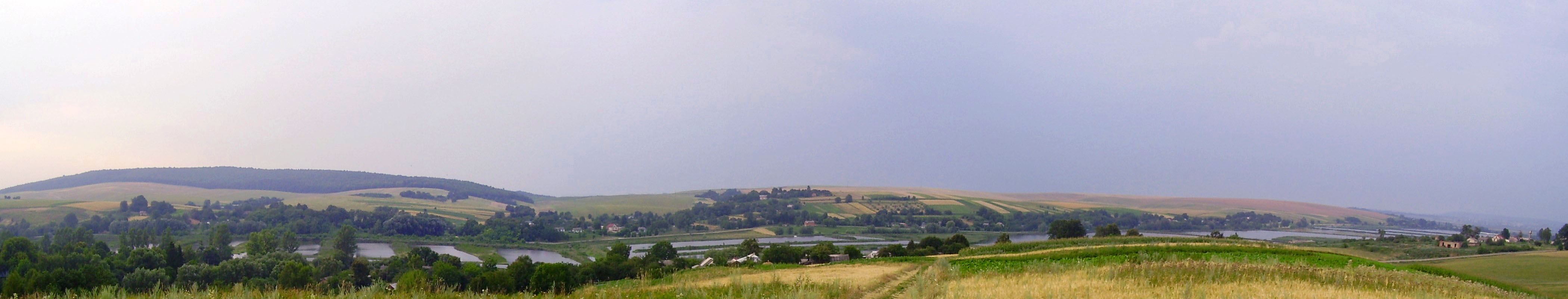
Панорама села, вигляд з горба в селі Турковичі

Мики́тичі — село в Україні, у Тараканівській сільській громаді Дубенського району Рівненської області.
Населення становить 188 осіб.

## Історія
У 1906 році село Вербівської волості Дубенського повіту Волинської губернії. Відстань від повітового міста 10 верст, від волості 8. Дворів 47, мешканців 316.
7 (20) листопада 1917 року, відповідно до Третього Універсалу Української Центральної Ради, увійшло до складу Української Народної Республіки.
12 червня 2020 року, відповідно до розпорядження Кабінету Міністрів України № 722-р від «Про визначення адміністративних центрів та затвердження територій територіальних громад Рівненської області», увійшло до складу Тараканівської сільської громади.
19 липня 2020 року, в результаті адміністративно-територіальної реформи та ліквідації  Дубенського (1939—2020) району, село увійшло до складу новоутвореного Дубенського району.

## Населення

### Мова
Розподіл населення за рідною мовою за даними перепису 2001 року:
| Мова       | Відсоток |
| ---------- | -------- |
| українська | 99,47%   |
| російська  | 0,53%    |

## Персоналії села
Козуб Михайло Петрович народився 10 жовтня 1926 року в с. Микитичі Дубенського району. В довоєнний період навчався в Микитицькій школі. Восени 1944 році в віці 18 років мобілізований до лав Радянської армії. Службу проходив на Першому Прибалтійському фронті. Захист Батьківщини тривав не довго, тому що в березні 1945 року Михайло Петрович отримав важке осколкове поранення правого плеча. Лікування проходить в евакошпиталі № 3964 в місті Самарканді. Після виписки зі шпиталю повертається додому, оскільки подальше перебування на фронті неможливе через важкість травми. Нагороджений орденом Вітчизняної війни, медалями «За мужність», «Захиснику Вітчизни», «Георгій Жуков», «Ветеран праці». Впродовж життя одержував ювілейні нагороди.